# Lettre d'Amarna EA 144
La lettre d'Amarna EA 144, intitulée : « Zimrida de Sidon », est une lettre sur tablette d'argile qui provient de Sidon, cité-État de Canaan vassale de l'Égypte ; elle est écrite par le « maire » de Sidon, Zimrida, et adressée au pharaon Akhenaton ; elle fait partie d'une correspondance politique du XIVe siècle avant notre ère. découverte sur le site d'Amarna à la fin du XIXe siècle. Zimrida (ou Zimreddi, ou Zimridon), est également auteur de la lettre d'Amarna EA 145. Il est par ailleurs mentionné dans plusieurs autres lettres d'Amarna.
La lettre est dans un style cunéiforme brut, similaire à celui de nombreuses lettres de la ville cananéenne exprimant la soumission à l'égard du pharaon. La tablette est de forme carrée, presque plate. La lettre est rédigée sur les deux faces et sur le bord inférieur de la tablette ; elle mesure environ 10 cm de largeur x 9 cm de hauteur. Elle est dans un état presque parfait (quelques lacunes seulement).
Les lettres d'Amarna, numérotées jusqu'à EA 382, sont une correspondance du milieu du XIVe siècle, qui commence vers -1350 et se poursuit vingt à vingt-cinq ans plus tard. Le corpus initial de lettres a été trouvé à Akhetaton, la ville-capitale d'Akhenaton, à l'étage du Bureau de Correspondance de Pharaon ; d'autres ont été retrouvées plus tard.
La lettre EA 144 est numérotée VAT 00323, du Vorderasiatisches Museum Berlin.

## Contexte historique
Zimrida écrit au pharaon, auquel il a fait allégeance, pour l'assurer du fait qu'il prend soin de la cité de Sidon, dont il est le maire. La lettre indique que Sidon est devenue la vassale de l'Égypte. Cependant la loyauté de Zimrida à l'égard du pharaon est feinte, selon l'historien F.C. Leiselen.
Sidon est une des premières cités phéniciennes à secouer le joug égyptien. Elle n'avait pas de prééminence par rapport à d'autres cités voisines de la Phénicie, sinon de manière temporaire en comparaison de Tyr, autre cité vassale de l'Égypte et qui partageait les déboires de ses maîtres. 
Pendant que Zimrida écrit à Akhenaton, il renforce sa puissance maritime, et Abimilki (en), prince de la cité voisine de Tyr, auteur de dix lettres au pharaon, le présente comme un traître ; Abimilki se plaint que Zimrida l'a confiné dans son île et demande l'envoi de troupes pour montrer à Zimrida qu'Abimilki conserve le soutien de l'Égypte.
Dans la lettre Zimrida fait référence à une « dure guerre » à laquelle il doit faire face et se plaint de ce que des cités ont rejoint les Apirou (ou Habiru). C'est très probablement en raison de cette guerre qu'il s'est allié à Aziru (en), nouveau chef de Amurru.

## Traduction de la lettre
EA 144 (Avers & Revers):
(Lignes 1-5) -- Dis au roi, mon seigneur, mon dieu, mon soleil, le souffle de ma vie : Ainsi 1 Zimrida, le maire de Sidon.
(6-12)-- Je tombe aux pieds de mon seigneur, dieu, Soleil, souffle de ma vie (aux pieds de mon seigneur, mon dieu, mon Soleil, souffle de ma vie) 7 fois et 7 fois. Que le roi, mon seigneur, sache que Sidon, la servante du roi, mon seigneur, qu'il m'a confiée, est saine et sauve.
(13-21) - Et quand j'ai entendu les paroles du roi, mon seigneur, quand il a écrit à son serviteur, alors mon cœur s'est réjoui, ma tête s'est élevée, et mes yeux ont brillé, en entendant la parole du roi, monseigneur. Que le roi sache que j'ai fait des préparatifs 2 avant l'arrivée des archers du roi, mon seigneur. J'ai tout préparé conformément à l'ordre du roi, mon seigneur.
(22-30)-- Que le roi, mon seigneur, sache que la guerre contre moi est très dure. Toutes les cités que le roi a mises en ma ch[ar]ge, ont été rattachées aux 'Ap[ir]u . Puisse le roi me charger d'un homme qui conduira les archers du roi à demander des comptes aux villes qui ont été jointes au 'Apiru, afin que vous puissiez les remettre3 à ma charge afin que je puisse être en mesure de servir le roi, mon seigneur, comme nos ancêtres (l'ont fait) auparavant. --(complète EA 144, seulement des lacunes mineures, restaurées, lignes 1-30)

## Texte akkadien
Le texte en langue akkadienne (jusqu'à la ligne 12, avers) :
(Ligne 1)-- a - na LUGAL - ri EN - ia — (Au roi-mon seigneur . . )
(2)--dingir- meš - ia (d) utu - ia sza - ri til - la - ia — ((à) dieu-mien, Soleil-dieu-mien (à) 'souffle-de- la vie')
(3)--qí-bí- ma — (dis ! . . . )
(4)-- euh - ma 1. Zi - iM - Re - eD - Di — ('message ainsi' 1. -Zimrida,. . . )
(5)-- LÚ ha - za - nu ša URU Sí- Du - Na - ki — (homme-(maire-gouverneur) ville -Siduna), ( Sídōn )
(6)-- a - na GÌR- MEŠ EN - ia, dingir- meš (d) utu sza- ri — (aux pieds, Seigneur-mien, dieux, Dieu-soleil, Roi)
(7)-- ša til - la - ia a - na GÌR- MEŠ EN - ia — ((de) souffle de vie, aux pieds, mon Seigneur)
(8)--dingir- meš - ia (d) utu - ia sza- ri til - la - ia — ((de) dieu-mien, Soleil-dieu-mien, Roi, 'souffle de vie ')
(9)--7- šu ù 7-ta- a - an am -qú- ut — (7 fois et 7 fois (encore). . . --. . . Je m'incline
(10)--lu-ú i - de LUGAL EN - ia i - nu - ma — (peut-être ! . . Sache ! Roi-Seigneur-mien. . . --. . . Maintenant -( Maintenant, à-ce-temps ))
(11)-- šal - ma - at URU Sí- Du - Na - ki geme2- ti — ((il y a) Paix, ville -Siduna son ,..."servante")
(12)-- LUGAL EN - ia sza i -din i - na qa - ti - ia